# Chilicola unicarinata
Chilicola unicarinata is een vliesvleugelig insect uit de familie Colletidae. De wetenschappelijke naam van de soort is voor het eerst geldig gepubliceerd in 2007 door Packer.